# BD+20°307
BD+20°307 är en dubbelstjärna belägen i den mellersta delen av stjärnbilden Väduren. Den har en skenbar magnitud av ca 9,01 och kräver ett mindre teleskop för att kunna observeras. Baserat på parallax enligt Gaia Data Release 3 på ca 8,52 mas beräknas den befinna sig på ett avstånd av ca 383 ljusår (ca 117 parsec) från solen. Den rör sig bort från solen med en heliocentrisk radialhastighet av ca 12,5 km/s. Stjärnan är omgivet av en stoftring, och omkretsas troligen av en vit dvärg med en massa av ca 0,48 solmassa i en vid (980 AE) bana.

## Observation

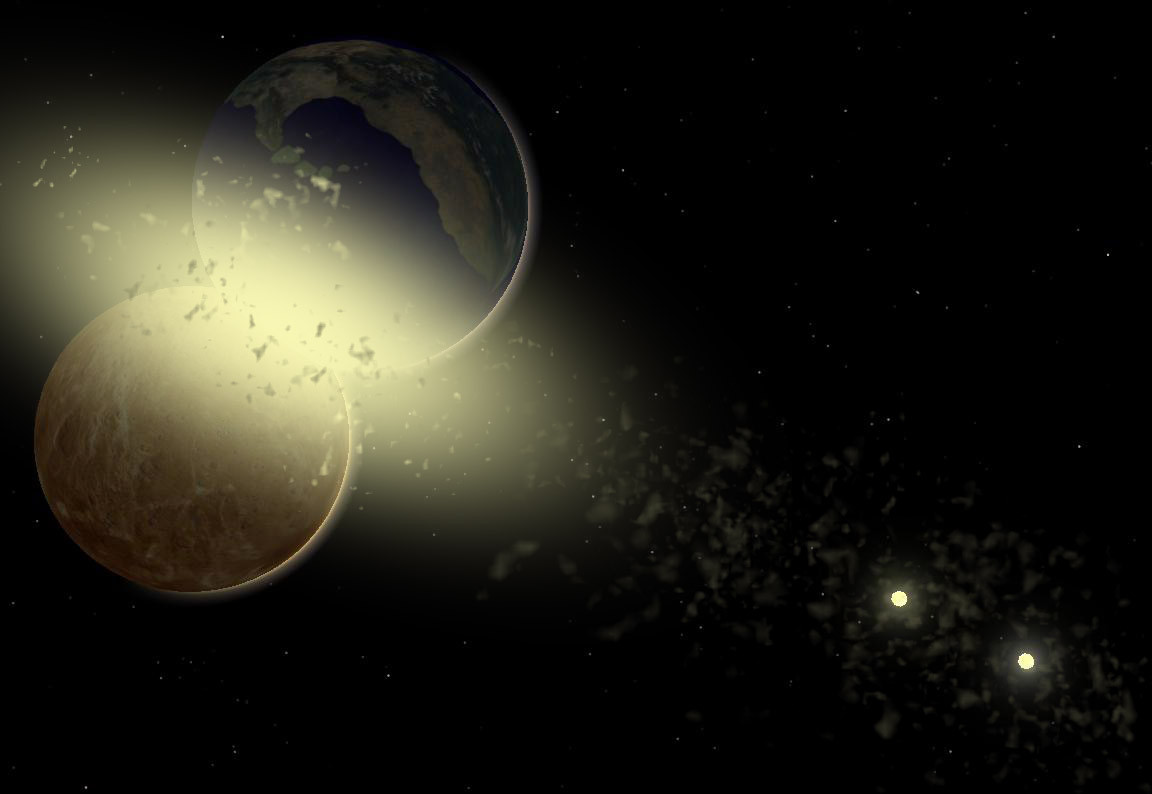
En konstnärs intryck av två planeter som kolliderar i systemet.

Stoftet som kretsar runt flera hundra huvudseriestjärnor är kallt och kommer från en region som är analog med Kuiperbältet. I solsystemet genererar de pågående kollisionerna mellan asteroider ett tunt moln av stoft som kallas zodiakalljuset. När solsystemet var ungt var sådana kollisioner vanligare och stoftproduktionen var förmodligen många gånger högre. Zodiakalstoft kring stjärnor som är mycket yngre än solen har sällan hittats. Endast ett fåtal stjärnor i huvudserien har uppvisat varmt (>120 K) zodiakalstoft. 
En exceptionellt stor mängd varma, små silikatstoftpartiklar kring stjärnan BD+20°307 av soltyp (HIP 8920, SAO 75016) har rapporterats. Stoftets sammansättning, kvantitet och temperatur kan förklaras av nyligen förekommande, frekventa eller enorma kollisioner mellan asteroider eller andra planetesimaler vars banor störs av en närliggande exoplanet.

## Egenskaper
Primärstjärnan BD+20°307 A är en gul till vit stjärna i huvudserien av  spektralklass G0. Den har en massa av ca 1,3 solmassa, en radie av ca 1,3 - 1,6 solradie och har en effektiv temperatur av ca 6 500
Följeslagaren, 'BD+20°307 B, är en gul till vit stjärna i huvudserien, som har en massa av ca 1,3 solmassa och en radie av ca 1,3 - 1,6 solradie och har en effektiv temperatur av ca 6 250 K.
Båda stjärnorna i den snäva dubbelstjärnan anses vara stjärnor av soltyp som  kretsar kring ett gemensamt masscentrum med en omloppsperiod av 3,42 dygn. Inom de två stjärnornas spektum visar Li-linjerna olika ekvivalenta bredder. Li 6707 Å-linjen, även om den är svag, har observerats endast från primärstjärnan, vilket tyder på att den är äldre än 1 miljard år. Om så är fallet måste den stora mängden zodiakalstoft runt binären vara från en mycket stor och nyligen kollision av planetesimaler.

### Stoftmoln
Stoftmolnet som kretsar kring BD+20°307 har ungefär 1 miljon gånger mer stoft än vad som kretsar kring solen. Dessutom består stoftet av extremt små partiklar, och dess temperatur är över 100 K, vilket är ovanligt högt. Det antas att dessa partiklar under de senaste hundra tusen åren och kanske mycket mer nyligen har bildats av en kollision mellan två objekt som liknar jorden. "Det är som om jorden och Venus kolliderade", säger Prof. Benjamin Zuckerman, UCLA-professor i fysik och astronomi. "Astronomer har aldrig sett något liknande förut. Tydligen kan stora katastrofala kollisioner äga rum i ett fullt moget planetsystem." Denna hypotes förklarar varför huvuddelen av stoftet inte har spiral in i BD+20°307, eller drivits ut av stjärnvindar ännu.